# 2000年7月16日月食
2000年7月16日月食為一次在协调世界时2000年7月16日出現的月全食。該次月食半影食分為2.864、全影食分為1.773。偏食維持236分，全食維持106分。

## 概述
這次月食的食分是19.75，偏食維持了236分，全食維持106分。

## 基本參數
- 類型：月全食
- 食甚資料：
  - 日期：2000年7月16日
  - 時間：13:56
  - 月球位置：赤經19.75度、赤緯-21.2度
  - 食分：半影食分：2.864、全影食分：1.773
  - 持續時間：偏食236分、全食106分

## 外部連結
- NASA月食專頁（页面存档备份，存于）（英文）